# Museu de Talteüll - Centre Europeu de Prehistòria
El Museu de Talteüll - Centre Europeu de Prehistòria és un museu del poble de Talteüll, a la comuna nord-catalana del mateix nom, de la comarca del Rosselló.
Està situat al nord-est del nucli urbà, al sector més proper a la roca damunt de la qual es troba el Castell de Talteüll, al capdamunt de l'Avinguda de Léon-Jean-Grégory.

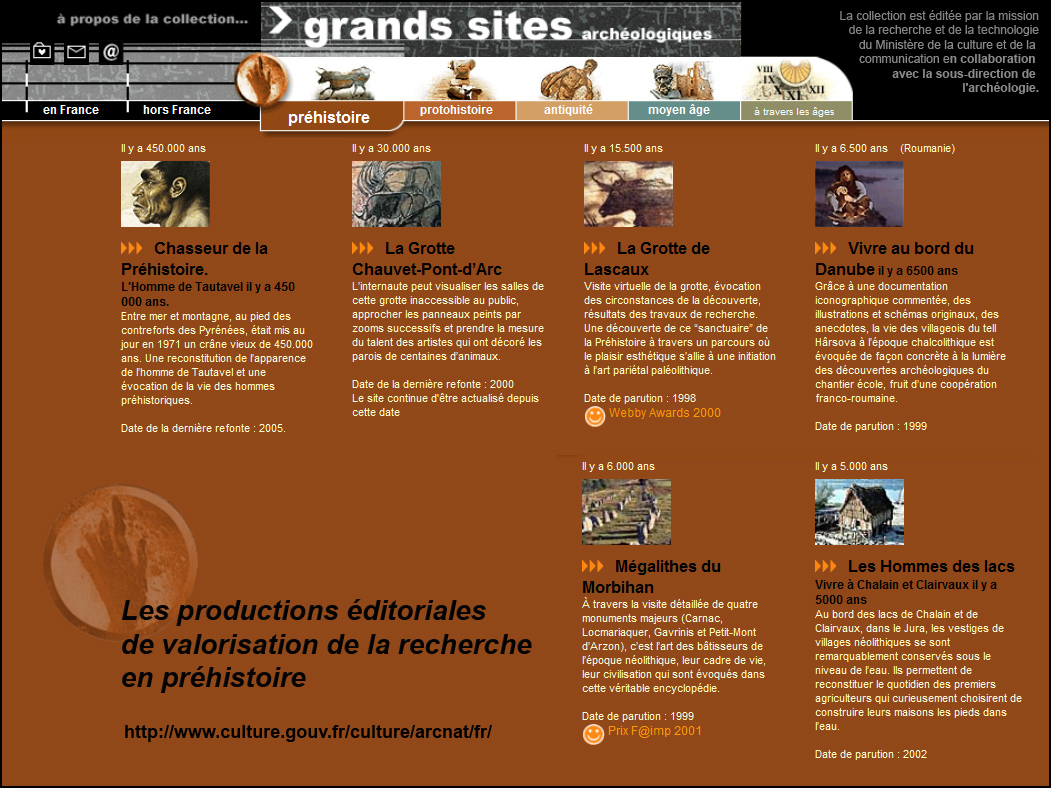
Un dels plafons del museu

Està dedicat a la prehistòria. És un complex construït a l'entorn de l'Home de Talteüll. Presenta tota la història de la humanitat a Europa des dels primers europeus fins a les portes de la Història a partir dels exemples de l'àrea més propera del poble.
Conté una exposició permanent sobre els primers europeus, a més de mostrar les troballes fetes en el terme, principalment a la Cauna d'Aragó, el museu ha adoptat el concepte modern de museïtzació vigent a principis del segle xxi, i ofereix, a més, activitats complementàries. El Museu s'estén al llarg de més de 2.000 m² distribuïts en 21 sales. Una d'elles presenta reconstruccions a escala real d'escenaris prehistòrics, entre ells una part de la mateixa Cauna de l'Aragó, i una altra ofereix connexió televisiva en directe amb la cauna en època de treballs arqueològics.

## Trobades científiques i museístiques

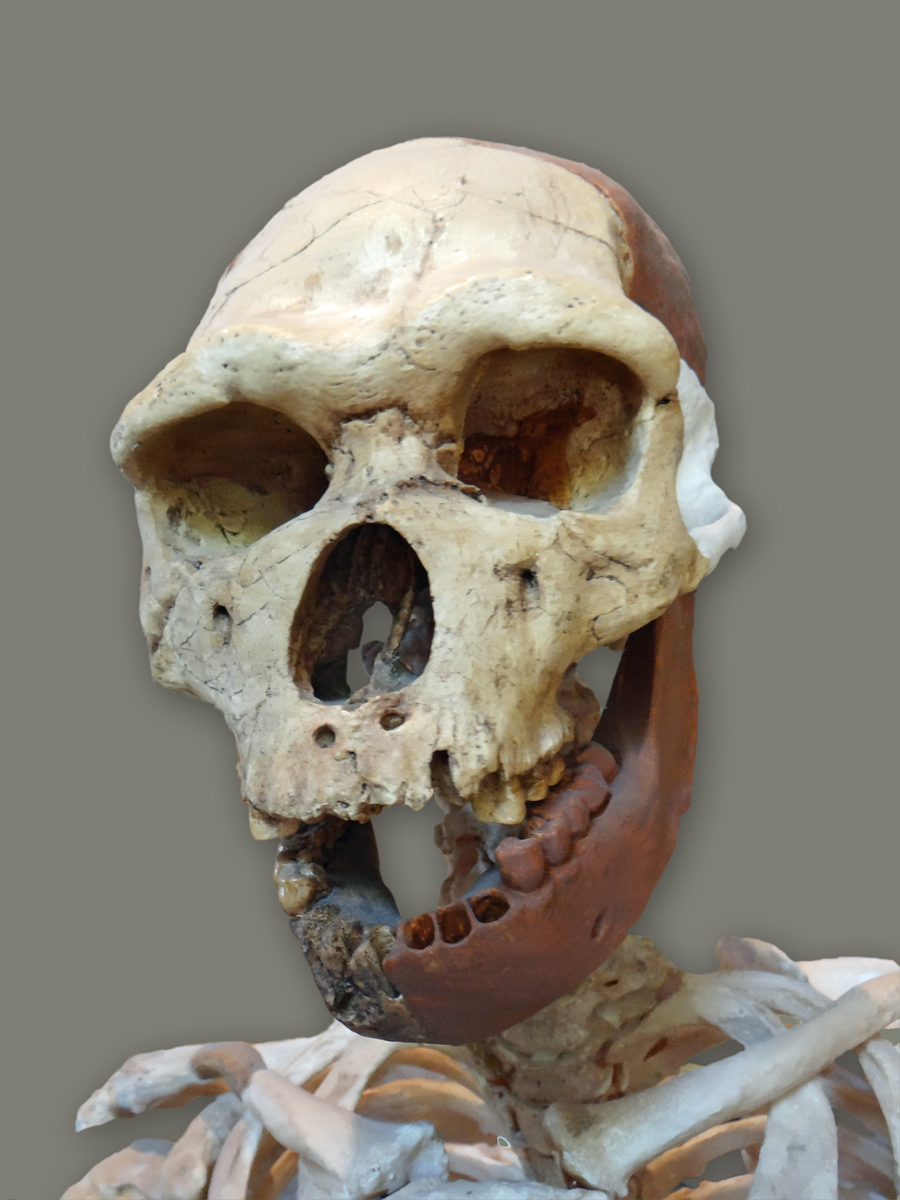
L'home de Talteüll

El Museu de Talteüll sol organitzar anualment jornades sobre el Patrimoni, sobre Arqueologia, etcètera. D'aquí la segona part del seu nom oficial: Centre Europeu de Prehistòria. A la mateixa raó es deu que un poble de la mida de Talteüll tingui un Palau de Congressos com l'existent.

## Els Tallers de vacances
Durant les vacances escolars, s'organitzen diferents menes de tallers en els espais de visita que permeten reviure la prehistòria i crear un ambient favorable a la immersió en el seu món.

## Les festes de la Prehistòria
Els mesos de juliol i agost, és tot Talteüll qui viu a la prehistòria. Els treballadors del Museu, de l'Ajuntament, els estudiants, els excavadors, els investigadors del centre de recerca, els voluntaris vinguts de tot arreu proposen una gran festa al públic del Museu i als aficionats que any rere any hi assisteixen, cada vegada més nombrosos.
Durant aquests dies es proposa una programació rica relacionada amb la prehistòria. Hi participen els tallers del Museu: picapedrers, encesa del foc, evolució humana, pintura i maquillatge, tir amb llança de propulsió, galetes prehistòriques, taller d'excavació... A la tarda hi ha un mercat prehistòric, amb minerals i productes del terrer, a l'esplanada Nougaro, i després s'hi organitza un àpat prehistòric que està preparat per a més de 300 persones.

## Campionat de tir amb armes prehistòriques
Contribuint-hi d'una manera lúdica, anualment se celebren a Talteüll, organitzades pel Museu, uns campionats de tir amb armes prehistòriques.

## Horaris
És obert cada dia. Els mesos de juliol i agost, de 10 del matí a 7 del vespre, sense interrupcions. La resta de l'any és obert de 10 a dos quarts d'1 del migdia, i de 2 a 6 de la tarda. És una exposició molt rica i didàctica, amb nombrosos gràfics, quadres, dibuixos i reconstruccions de mida natural. S'ofereix un aparell amb els enregistraments que guien el visitant sala per sala (s'ofereixen en català). Cal preveure 1 hora i mitja, almenys, per a la visita.